# Mistrzostwa Świata w Kolarstwie Torowym 1985
82. Mistrzostwa Świata w Kolarstwie Torowym 1985 odbyły się we włoskim Bassano w sierpniu 1985 roku. W programie mistrzostw znalazło się czternaście konkurencji: sprint i wyścig na dochodzenie dla kobiet, a dla mężczyzn: sprint, wyścig na dochodzenie, wyścig ze startu zatrzymanego zarówno dla zawodowców jak i amatorów, wyścig drużynowy na dochodzenie zawodowców, wyścig tandemów, wyścig na 1000 m, wyścig punktowy amatorów, keirin oraz derny.

## Medaliści

### Kobiety
| Konkurencja                         | Złoto             | Srebro            | Brąz                 |
| ----------------------------------- | ----------------- | ----------------- | -------------------- |
| 3000 m indywidualnie na dochodzenie | Rebecca Twigg     | Jeannie Longo     | Margaret Maas        |
| sprint indywidualny                 | Isabelle Nicoloso | Connie Paraskevin | Natalja Kruszelnicka |

### Mężczyźni
| Konkurencja                              | Złoto                                                                               | Srebro                                                                                | Brąz                                                                              |
| ---------------------------------------- | ----------------------------------------------------------------------------------- | ------------------------------------------------------------------------------------- | --------------------------------------------------------------------------------- |
| wyścig punktowy zawodowców               | Urs Freuler                                                                         | Hans Ledermann                                                                        | Stefano Allocchio                                                                 |
| wyścig punktowy amatorów                 | Martin Penc                                                                         | Philippe Grivel                                                                       | Dan Frost                                                                         |
| wyścig ze startu zatrzymanego zawodowców | Bruno Vicino                                                                        | Danny Clark                                                                           | Werner Betz                                                                       |
| wyścig ze startu zatrzymanego amatorów   | Roberto Dotti                                                                       | Roland Königshofer                                                                    | Mario Gentili                                                                     |
| indywidualnie na dochodzenie zawodowców  | Hans-Henrik Ørsted                                                                  | Anthony Doyle                                                                         | Gregor Braun                                                                      |
| indywidualnie na dochodzenie amatorów    | Wiaczesław Jekimow                                                                  | Gintautas Umaras                                                                      | Roland Günther                                                                    |
| keirin                                   | Urs Freuler                                                                         | Ottavio Dazzan                                                                        | Masamitsu Takizawa Dieter Giebken                                                 |
| 1 km ze startu zatrzymanego              | Jens Glücklich                                                                      | Philippe Boyer                                                                        | Martin Vinnicombe                                                                 |
| drużynowo na dochodzenie                 | Włochy · Roberto Amadio · Massimo Brunelli · Gianpaolo Grisandi · Silvio Martinello | Polska · Ryszard Dawidowicz · Marian Turowski · Leszek Stępniewski · Andrzej Sikorski | ZSRR · Wiaczesław Jekimow · Aleksandr Krasnow · Marat Ganiejew · Wasilij Szpundow |
| tandemy                                  | Czechosłowacja · Vítězslav Vobořil · Roman Řehounek                                 | Stany Zjednoczone · Nelson Vails · Leslie Barczewski                                  | RFN · Sascha Wallscheid · Frank Weber                                             |
| sprint indywidualny zawodowców           | Kōichi Nakano                                                                       | Yoshiyuki Matsueda                                                                    | Ottavio Dazzan                                                                    |
| sprint indywidualny amatorów             | Lutz Hesslich                                                                       | Michael Hübner                                                                        | Ralf-Guido Kuschy                                                                 |
| Derny                                    | Danny Clark                                                                         | Werner Betz                                                                           | Anthony Doyle                                                                     |

## Klasyfikacja medalowa
| Miejsce | Państwo           |   |   |   | Razem |
| ------- | ----------------- | - | - | - | ----- |
| 1.      | Włochy            | 3 | 1 | 3 | 7     |
| 2.      | Szwajcaria        | 2 | 2 | 0 | 4     |
| 3.      | NRD               | 2 | 1 | 1 | 4     |
| 4.      | Czechosłowacja    | 2 | 0 | 0 | 2     |
| 5.      | Stany Zjednoczone | 1 | 2 | 1 | 4     |
| 6.      | Francja           | 1 | 2 | 0 | 3     |
| 7.      | ZSRR              | 1 | 1 | 2 | 4     |
| 8.      | Australia         | 1 | 1 | 1 | 3     |
|         | Japonia           | 1 | 1 | 1 | 3     |
| 10.     | Dania             | 1 | 0 | 1 | 2     |
| 11.     | RFN               | 0 | 1 | 5 | 6     |
| 12.     | Wielka Brytania   | 0 | 1 | 1 | 2     |
| 13.     | Austria           | 0 | 1 | 0 | 1     |
|         | Polska            | 0 | 1 | 0 | 1     |